# Хаббл, Фил
Фил(ип) Хаббл (англ. Philip Hubble; род. 19 июля 1960, Биконсфилд, Бакингемшир) — британский пловец, чемпион и призёр Игр Содружества, серебряный призёр чемпионата Европы и летних Олимпийских игр 1980 года в Москве, участник двух Олимпиад.

## Карьера
Специализировался на баттерфляе. На Олимпиаде в Москве Хаббл был заявлен в плавании на 100 и 200 метров баттерфляем, эстафетах 4×200 метров вольным стилем и 4×100 метров комплексным плаванием. В первой дисциплине Хаббл выбыл из борьбы на предварительной стадии, а во второй с результатом 2:01,20 с стал серебряным призёром Игр, уступив олимпийскому чемпиону советскому пловцу Сергею Фесенко (1:59,76 с) и опередив представителя ГДР Рогера Питтеля (2:01,39 с). В эстафете вольным стилем сборная Великобритании стала 6-й, а в комбинированной эстафете, в которой Хаббл не участвовал, команда завоевала бронзовые медали.
На следующей Олимпиаде в Лос-Анджелесе Хаббл выступал в плавании на 200 метров баттерфляем и занял 16-е место.